# Benjamin D. Santer

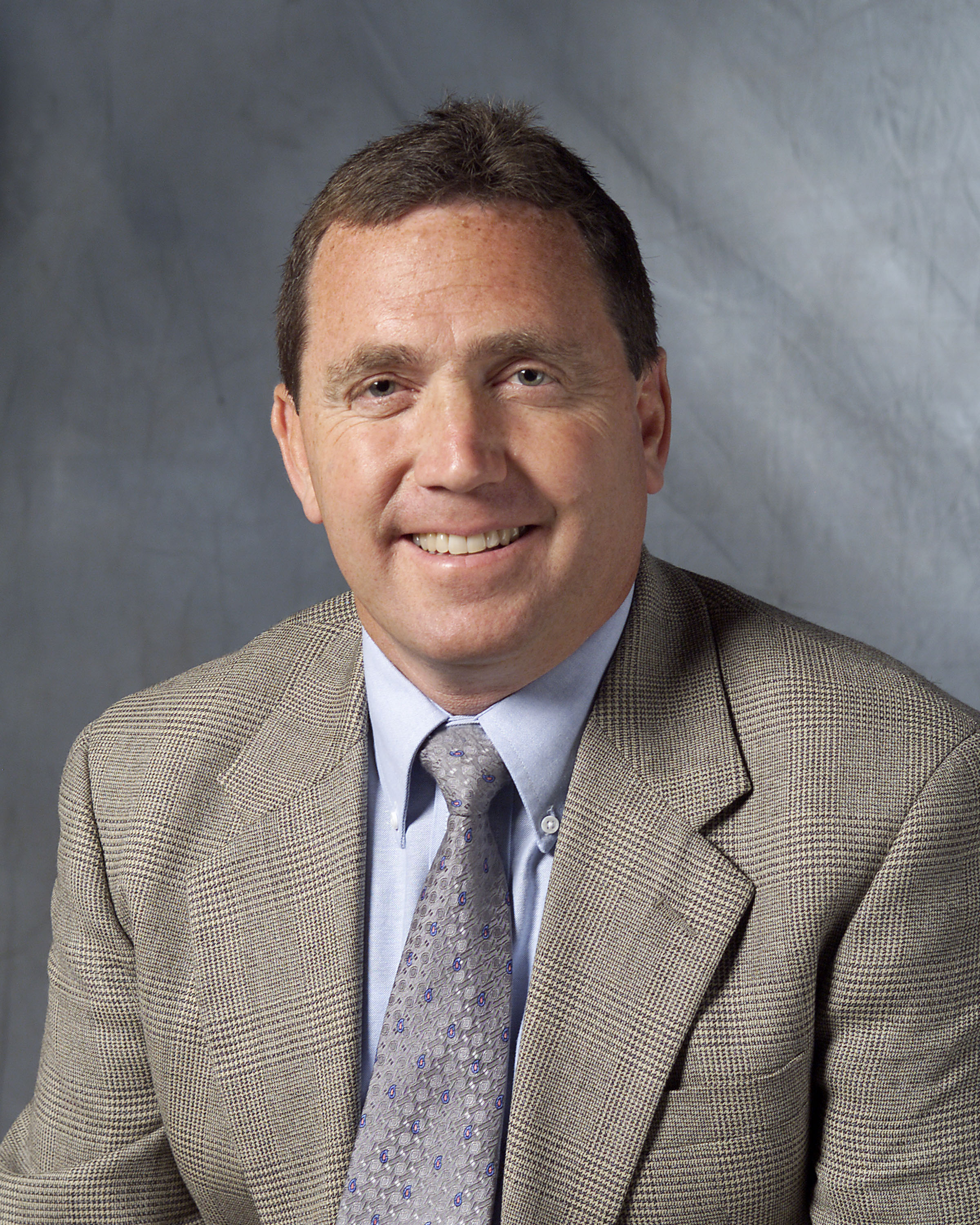
Benjamin D. Santer

Benjamin David Santer  (* 3. Juni 1955) ist ein US-amerikanischer Klimatologe, der am Lawrence Livermore National Laboratory tätig war. Sein Spezialgebiet ist die statistische Analyse klimatologischer Daten sowie die Untersuchung klimatologisch wirksamer Faktoren. Santer zählt zu den angesehensten Wissenschaftlern weltweit. Im Jahr 2002 war er im Themengebiet der globalen Erwärmung der am zwölfthäufigsten zitierte Autor. Er war koordinierender Leitautor des 8. Kapitels des ersten Teils des zweiten Sachstandsbericht des IPCC aus dem Jahr 1995.

## Leben und Werdegang
Santer wuchs im Bundesstaat Maryland auf und zog im Alter von 11 Jahren mit seinen Eltern nach Deutschland, wo er acht Jahre lang die von der British Army betriebene Cornwall School in Dortmund besuchte. Er erhielt seinen BSc im Fach Umweltwissenschaften. Seinen Ph.D. erhielt er von der University of East Anglia im Jahr 1987 im Bereich Klimatologie. Im Anschluss daran arbeitete er für fünf Jahre am Max-Planck-Institut für Meteorologie in Hamburg, wo er statistische Methoden zur Auswertung von Klimadaten entwickelte und anwandte.
Santer wechselte zum Lawrence Livermore National Laboratory, wo er bis zum 1. Oktober 2021 – fast 30 Jahre lang – tätig war. Ein Schwerpunkt seiner Arbeit dort war es, Klimamodelle mit Klimadaten abzugleichen. Unter anderem wendete Santer vom deutschen Klimaforscher und Nobelpreisträger Klaus Hasselmann entwickelte Fingerabdruck-Methoden an, um das Signal der anthropogenen globalen Erwärmung von der internen Variabilität des Klimasystems und anderen Einflüssen abzugrenzen.

## Auszeichnungen
Für seine Forschungen zum menschlichen Beitrag an der globalen Erwärmung wurde Santer im Jahr 1998 mit der MacArthur Fellowship geehrt. Ebenso erhielt er den Ernest Orlando Lawrence Award; er wurde vom Energieministerium der Vereinigten Staaten mit der „Distinguished Scientist Fellowship“ geehrt und erhielt den Norbert Gerbier-MUMM Award von der World Meteorological Organization. Im Jahr 2011 wurde er AGU Fellow sowie Mitglied der National Academy of Sciences. Für 2024 wurden ihm die Carl-Gustaf Rossby Research Medal und der John J. Carty Award zugesprochen.